# Ommatius tropidus
Ommatius tropidus là một loài ruồi trong họ Asilidae. Ommatius tropidus được Scarbrough miêu tả năm 2002. Loài này phân bố ở vùng Tân nhiệt đới.